# Jon Abrahamsen
Jon Abrahamsen, född 8 maj 1951, är en norsk före detta fotbollsmålvakt. Abrahamsen spelade över 300 matcher för Bodø/Glimt under perioden 1975-81, och vann Norska mästerskapet i fotboll (norska cupen) 1975. Samma år blev Abrahamsen uttagen i Pressens lag och han blev utnämnd till årets målvakt i norsk fotboll 1980 av VG.
Han spelade 3 matcher för norska landslaget 1981.